# Taggplätt
Taggplätt (Eichleriella deglubens) är en svampart som först beskrevs av Berk. & Broome, och fick sitt nu gällande namn av Lloyd 1913. Enligt Catalogue of Life ingår Taggplätt i släktet Eichleriella,  och familjen Auriculariaceae, men enligt Dyntaxa är tillhörigheten istället släktet Eichleriella,  och familjen Exidiaceae. Arten är reproducerande i Sverige. Inga underarter finns listade i Catalogue of Life.